# Ожерельное кольцо
Ожерельное кольцо — это кольцо введённое Метрополисом и Ротой, 
чтобы показать мультипликативные свойства многочленов ожерелья.

## Определение
Если A является коммутативным кольцом, то ожерельное кольцо над A состоит из всех бесконечных последовательностей
{\displaystyle (a_{1},a_{2},...)} элементов A. Сложение в ожерельном кольце задаётся поэлементым сложением последоваетльностей. 
Умножение задаётся в виде некоторой арифметическоё свёртки: произведение {\displaystyle (a_{1},a_{2},...)} и {\displaystyle (b_{1},b_{2},...)} имеет компоненты 
{\displaystyle \displaystyle c_{n}=\sum _{[i,j]=n}(i,j)a_{i}b_{j}}
где {\displaystyle [i,j]} — наименьшее общее кратное чисел {\displaystyle i} и {\displaystyle j}, а {\displaystyle (i,j)} — их наибольший общий делитель.
Эта структура кольца изоморфна произведению формальных cтепенных рядов, записанных в «ожерельных координатах»,
то есть, отождествляя последовательность целых чисел {\displaystyle (a_{1},a_{2},...)} со степенным рядом {\displaystyle \textstyle \prod _{n\geqslant 0}(1{-}t^{n})^{-a_{n}}}.